# Лобанов, Семён
Семён Лобанов — адъюнкт и профессор физики и математики сухопутного кадетского корпуса, секретарь Сената.

## Биография
Родился в Осташковской патриаршей слободе. Первоначальное образование получил в Тверской духовной семинарии. В 1756 году он поступил в Московский университет, где был удостоен нескольких золотых медалей. 
Получил степень магистра философии и свободных наук и в 1761—1762 уч. году преподавал в Московском университете. В 1762 году получил звание адъюнкта и был назначен преподавателем в Сухопутный шляхетский корпус, впоследствии был утверждён профессором физики и математики.
В 1769 году Семён Лобанов начал службу в Сенате и уже в 1770 году стал сенатским секретарём.
Возможно, Лобанову принадлежат две научные книги : «Физика» и «Математика». Однако, обе они так и не были опубликованы и распространились в XVIII веке в многочисленных списках.
Скончался в 1770 году от чахотки.